# St. Peter und Paul (Rustenfelde)

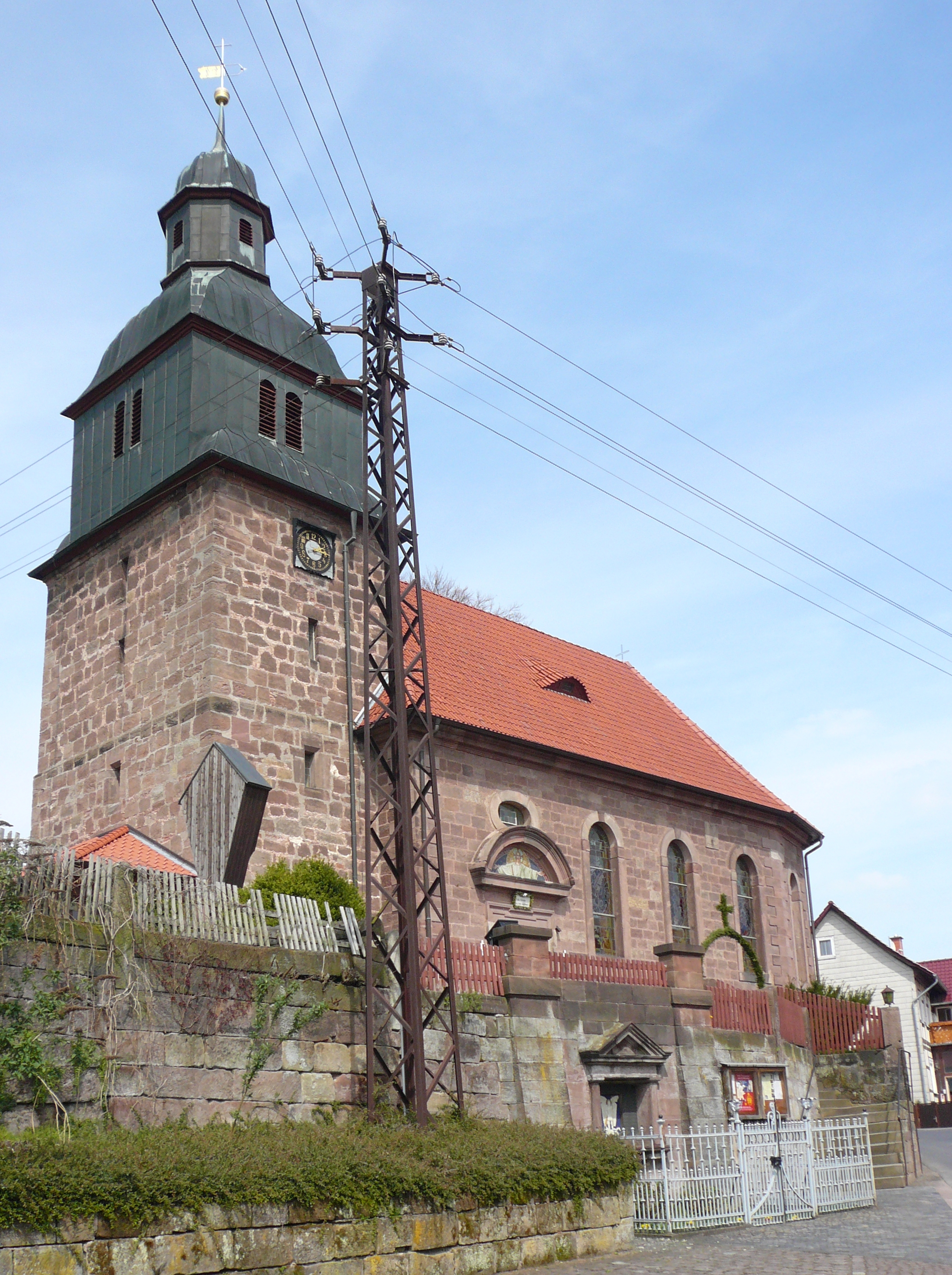
Kirche St. Peter und Paul

Die römisch-katholische Filialkirche St. Peter und Paul steht in Rustenfelde im thüringischen Landkreis Eichsfeld. Sie ist Filialkirche der Pfarrei St. Matthäus Arenshausen im Dekanat Heiligenstadt des Bistums Erfurt. Sie trägt das Patrozinium der heiligen Peter und Paul.

## Geschichte
1570 wurde diese Dorfkirche erstmals genannt. An den Kirchturm des Gotteshauses wurde 1569 und 1740 aus einheimischen Buntsandsteinen angebaut. Das neue Kirchenschiff ist nun ein vierachsiger Saalbau mit fünfseitigem Chorabschluss. Das Tonnengewölbe ist aus Holz. Die Kirchenmauern sind mit Werkstein-Eckquaderung versehen. An der Südwand befindet sich das Portal und trägt die eingemeißelte Jahreszahl 1907/08. In diesem Zeitraum wurde die Kirche um ein Schiffsjoch und der Chorraum nach Osten erweitert sowie die Sakristei angebaut. Eine Sonnenuhr besitzt die Kirche auch.
Der quadratische Westturm besitzt ein kupferummanteltes eingezogenen Glockengeschoss. darüber erhebt sich die Schweifhaube mit Laterne, vergoldeter Kugel und Wetterfahne.

## Nach der politischen Wende
Es begannen die Restaurierungsarbeiten. Die Fenster bekamen eine neue Bleiverglasung. Auch die Elektroanlage wurde modernisiert und eine Bankheizung eingebaut. Die mechanische Turmuhr wurde überholt. Der Saal des Gotteshauses erhielt eine neue Wärmedämmung und vieles andere mehr.